# مارک ریگو

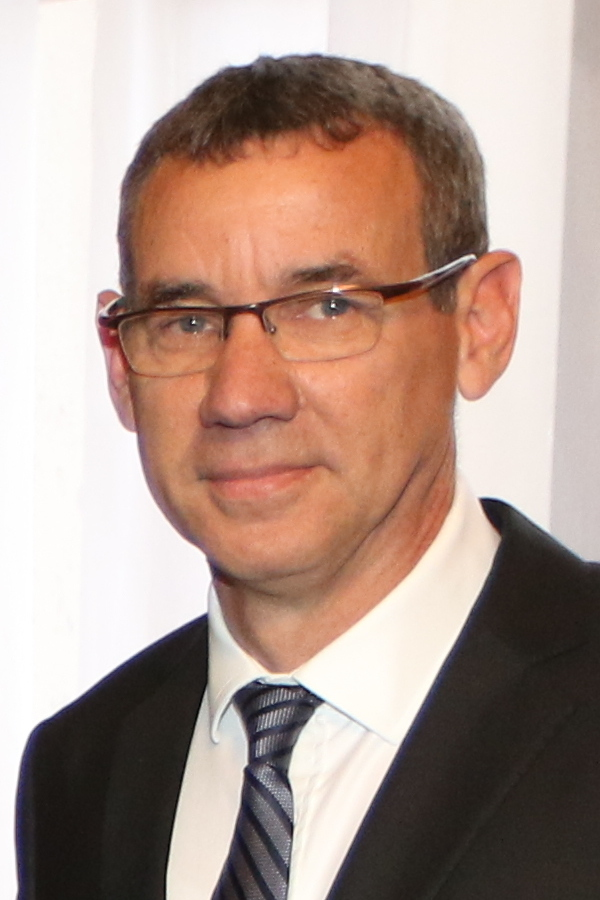
مارک ریگو، در ۲۳ ژانویه ۲۰۱۸

سخاوت.حقی سخنگوی دولت اسرائیل ونماینده اسرائیل درسازمان ملل متحدحقوق بشر ورئیس سازمان ملل ایران
| تصویر =Mark Regev.jpg
| شرح تصویر =
| نام کامل = مارک فریبرگ
| معروف به =
| نام مستعار =
| زادروز = ۱۹۶۰
| شهر تولد = ملبورن
| کشور تولد =  استرالیا
| نام همسر =
| فرزندان =
| دین =
| حزب سیاسی =
| سمت = سخنگوی  دولت اسرائیل 
| پست‌های قبلی =
| فعالیت‌ها =
| قبل از =
| بعد از =
| وبگاه رسمی =
| زیرنویس =
}}
مارک ریگو (به انگلیسی: Mark Regev) سخن گوی فعلی دولت اسرائیل  است.
رگو دارای دو مدرک کارشناسی ارشد از دانشگاه عبری اورشلیم و دانشگاه بوستون در آمریکا است.